# 乔治·琼斯 (出版商)

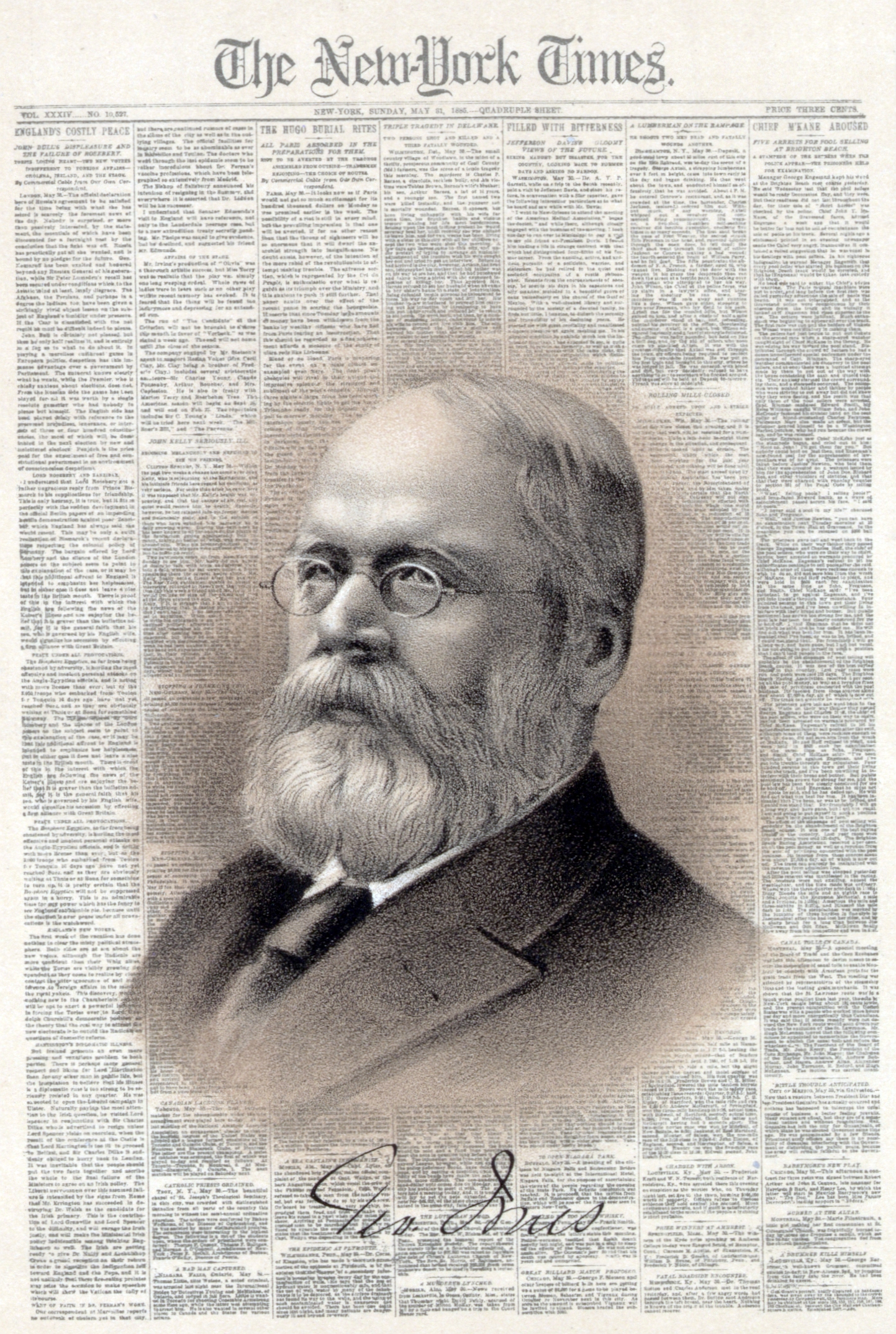
乔治·琼斯

乔治·琼斯（1811年8月16日 - 1891年8月12日）是一位美国记者、银行业人士，他与亨利·贾维斯·雷蒙德共同创办了纽约时报。乔治·琼斯負責為報紙的創辦募集資金。